# 无影塔 (大埔)
无影塔，位于中国广东省梅州市大埔县湖寮镇龙岗村，为梅州市大埔县的一个县级文物保护单位，类型为古建筑，公布时间为2005年。
无影塔的历史年代为清雍正十二年（1734）。